# چبیئن، شهرستان کوسزالین
چبیئن، شهرستان کوسزالین (به لاتین: Trzebień, Koszalin County) یک سکونتگاه مسکونی در لهستان است که در Gmina Bobolice واقع شده‌است.

## خصوصیات
چبیئن ۴۰ نفر جمعیت دارد.